# Alfred Stieglitz
Alfred Stieglitz (1 de janeiro de 1864 - 13 de julho de 1946) foi um fotógrafo norte-americano. Foi o primeiro fotógrafo a ter suas fotos expostas num museu. A sua principal fotografia foi "O Terminal".
Nasceu em Nova Iorque, lugar em que ingressou no movimento pictorialista.
De volta a NY, criou um movimento chamado Photo-Secession, que procurava instituir o pictorialismo.[carece de fontes?]